# SonarQube
SonarQube (conocido anteriormente como Sonar) es una plataforma para evaluar código fuente. Es software libre y usa diversas herramientas de análisis estático de código fuente como Checkstyle, PMD o FindBugs para obtener métricas que pueden ayudar a mejorar la calidad del código de un programa.

## Funciones
- Informa sobre código duplicado, estándares de codificación, pruebas unitarias, cobertura de código, complejidad ciclomática, errores potenciales, comentarios y diseño del software.[3]
- Aunque pensado para Java, acepta otros lenguajes mediante extensiones.
- Se integra con Maven, Ant y herramientas de integración continua como Atlassian Bamboo, Jenkins y Hudson.